# Tanársegéd
A legalacsonyabb főiskolai vagy egyetemi oktatói cím.
A tanársegédek egyetemi végzettségű (főiskola esetében az adott főiskola elvégzése is megfelel kezdetben) szakemberek, akik a szakirodalomban, illetve egy bizonyos tudományterületen az átlagosnál nagyobb jártasságot, tehetséget mutatnak. Feladatuk szemináriumok és gyakorlatok tartása, illetve az adott tanszék oktatási munkájának segítése. Általában heti 8-12 óra oktatási kötelezettségük van. A publikálási tevékenység is elvárt.
A tanársegédi kinevezés vagy határozott (legfeljebb 4 évre), vagy határozatlan időre szól, előbbi egyszer meghosszabbítható. Legalább négyéves felsőoktatási gyakorlat (melybe a külsős óraadóként eltöltött idő is beszámít), valamint a (PhD) doktorjelölti státus megszerzése után adjunktussá léphet elő.